# Дубовское сельское поселение (Пермский край)
Дубовское се́льское поселе́ние — муниципальное образование в Берёзовском районе Пермского края Российской Федерации.
Административный центр — деревня Дубовое.

## Население
| 2010  | 2012  | 2013  | 2014  | 2015  | 2016  | 2017  |
| ----- | ----- | ----- | ----- | ----- | ----- | ----- |
| 1150  | ↘1137 | ↘1127 | ↘1120 | ↘1118 | ↘1115 | ↘1103 |
| 2018  | 2019  |       |       |       |       |       |
| ↘1077 | ↘1042 |       |       |       |       |       |

## Состав сельского поселения
| № | Населённый пункт | Тип населённого пункта          | Население |
| - | ---------------- | ------------------------------- | --------- |
| 1 | Антонково        | деревня                         | 135       |
| 2 | Бартово          | деревня                         | 37        |
| 3 | Володино         | село                            | 69        |
| 4 | Дубовое          | деревня, административный центр | 383       |
| 5 | Метальниково     | деревня                         | 120       |
| 6 | Сажино           | село                            | 130       |
| 7 | Федотово         | деревня                         | 35        |